# Studierendenrat Evangelische Theologie
Der Studierendenrat Evangelische Theologie (SETh) ist die bundesweite Interessenvertretung aller Studierenden des Faches Evangelische Theologie im Gebiet der Bundesrepublik Deutschland. Im Unterschied zu anderen Bundesfachschaftentagungen gehören ihm nicht nur 58 örtliche Fachschaften, sondern auch 20 landeskirchliche Konvente an. Darüber hinaus sind die Arbeitsgemeinschaft katholischer Theologiestudierender (AGT) und die Fachschaft der Universität Wien Mitglieder.

## Geschichte
Der Interessenvertretung versteht sich als Rechtsnachfolger seiner beiden Vorgängerorganisationen Vereinigung evangelischer Theologiestudierender/Konferenz theologischer Fachschaften (VeTh/KthF), früher auch Fachverband Ev. Theologie im VDS, sowie des Evangelischen Studentenrates (ESRA). Die VeTh/KthF (Westdeutschland) und der ESRA (Ostdeutschland) schlossen sich drei Jahre nach der deutschen Wiedervereinigung zusammen. 1995 wurde schließlich der SETh gegründet.

## Organisation
Die Arbeit der Interessenvertretung basiert auf
- den Studierendenvertretungen (Fachschaften bzw. ASten) derjenigen Hochschulen, an denen Evangelische Theologie als reguläres Studienfach angeboten wird,
- den Zusammenschlüssen (Konventen) der Theologiestudierenden im Rahmen der evangelischen Landeskirchen und der SELK sowie
- den Vertretungen der Lehramtsstudierenden mit dem Fach Evangelische Religionslehre an Universitäten und Fachhochschulen.

Sie vertritt ihre Mitglieder auf Bundesebene, unter anderem gegenüber dem Evangelisch-Theologischen Fakultätentag (E-TFT), der Konferenz der Institute für Evangelische Theologie (KIET) und der Evangelischen Kirche in Deutschland (EKD).
Das höchste Entscheidungsorgan der Interessenvertretung ist die Vollversammlung, die dreimal im Jahr an verschiedenen Hochschulstandorten in Deutschland zusammenkommt.
Die laufenden Geschäfte und die Außenvertretung zwischen den Vollversammlungen übernehmen elf „Amtstragende“, darunter zwei Personen als „Leitendes Gremium“ sowie zwei Vertreter in den Gemischten Kommissionen I (Pfarramt) und II (Lehramt) für die Reform des Theologiestudiums der EKD.

## Themen
Vorrangig beschäftigen den SETh wichtige Themen der Pfarramsstudiengänge und Lehramtsstudiengänge. Darüber hinaus wird auch zu allgemeinen hochschulpolitischen Themen Stellung bezogen wie Studiengebühren etc.
Derzeit folgt der SETh den Bestrebungen des Evangelisch-Theologischen Fakultätentages und der EKD, herauszuarbeiten, wie das Theologiestudium als Ganzes angesichts aktueller Herausforderungen verbessert und reformiert werden kann. Er beschäftigt sich daher mit Themen wie Interkonfessionalität, Interreligiosität oder Queer-Sein außer- und innerhalb der Theologie.

## Offensis.de
Ab Oktober 2010 betrieb die Interessenvertretung das Internetportal „theologiestudierende.de“, eine Nachrichtenplattform von Studierenden der Evangelischen Theologie auf dem Gebiet der Bundesrepublik Deutschland. theologiestudierende.de war konzipiert von Studierenden für Studierende. Vor allem im redaktionellen Teil des Portals sollte dem theologischen Nachwuchs Raum und Gelegenheit geboten werden sich in journalistischer Arbeit zu erproben und sich weiterzuentwickeln, um Kompetenzen und Fähigkeiten für den Arbeitsmarkt zu erlernen und zu erweitern.
Das Portal theologiestudierende.de wurde mittlerweile abgelöst durch das Online-Magazin für Theologie: offensis.de. Dessen Anspruch ist es, „ein Raum [zu] sein, in dem deine Stimme gehört wird, ohne dass du auf die Gnade der Algorithmen hoffen musst“.

## Partnerschaften
Die Interessenvertretung hält – außer den oben genannten Institutionen – engen Kontakt mit der Interessenvertretung des Wissenschaftlichen Mittelbaus an ev.-theol. Fakultäten und Instituten für ev. Theologie (IVWM), der Konferenz der Ausbildungsreferentinnen und -referenten (ARK), mit seiner katholischen Schwesterorganisation, der Arbeitsgemeinschaft Theologiestudierende (AGT), dem Studierendenrat evangelische Religions-, Gemeindepädagogik und Diakonie (SERGuD) sowie theologischen Studierendenvertretungen in Österreich (ÖKT) und der Schweiz (interfac).